# Nuit docile
Pour plus de détails, voir Fiche technique et Distribution.
Nuit docile est un film français écrit et réalisé par Guy Gilles et sorti en 1987.

## Synopsis
Au cours de son errance nocturne à Paris, Jean se souvient de sa passion pour Stella à laquelle il vient d'annoncer la fin de leur liaison. Il rencontre Jeannot, un jeune prostitué, devant la gare de Lyon : les deux hommes se racontent leurs tourments, poursuivant ensemble leur déambulation à travers la capitale... 

## Fiche technique
- Titre : Nuit docile
- Réalisation : Guy Gilles
- Scénario : Guy Gilles
- Photographie : Jacques Boumendil
- Musique : Vincent-Marie Bouvot
- Son : Michel Flour
- Montage : Marie-Hélène Quinton
- Décors : Jimmy Vansteenkiste
- Pays de production :  France
- Producteur délégué : Jacques Zajdermann
- Sociétés de production : Les Films du Clair de Terre - Tracol Film
- Format : noir et blanc et couleurs — son monophonique — 35 mm
- Genre : comédie dramatique
- Durée : 90 minutes
- Date de sortie : 25 novembre 1987
- Visa : 62768 (délivré le 19 août 1987)

## Distribution
- Patrick Jouané : Jean
- Claire Nebout : Stella
- Pascal Kelaf : Jeannot
- Philippe Dumont : Rémy
- Françoise Arnoul : Madeleine
- Jean-Marie Proslier : L'homme des colonies
- Pierre Étaix  : SOS Amor
- Jean Dasté : Le chauffeur de taxi
- Piéral : lui-même
- Philippe Mareuil : Le micheton à la guêpe
- Jacques Ciron : Le patron de l'hôtel de passe
- Catherine Belkhodja : Nat Jones
- Gisèle Préville : L'amie de Simone Dubois
- Robert Rollis : L'ami de Simone Dubois
- Béatrice Masson : L'infirmière (oubliée au générique...)
- Sonia Saviange
- Alain Pacadis : un amateur d'art au vernissage de l'exposition Mondrian
- Patrice Delbourg : un critique d'art spécialiste de Mondrian